# Historia prawa
Historia prawa – dyscyplina historii i prawoznawstwa, zajmująca się badaniem dziejów prawa i jego instytucji od starożytności do czasów współczesnych.

## Historia prawa jako nauka
Jako gałąź nauki ukształtowała się w początkach XIX wieku. Po II wojnie światowej została wprowadzona jako przedmiot nauczania na europejskich uniwersytetach. W strukturze nauk prawnych historia prawa występuje razem z historią państwa (jako „historia państwa i prawa”). Tak pojmowana stanowi podstawowy dział prawoznawstwa, m.in. obok dogmatyki prawa. Nauka historii prawa jest rozwijana w zakresie historii prawa kontynentalnego (m.in. Niemcy, Austria, Szwajcaria, Francja, Włochy, Skandynawia, kraje nadbałtyckie), jak i anglosaskiego (Wielka Brytania i USA). Stworzone w tym celu struktury organizacyjne prowadzą badania naukowe oraz zajmują się dydaktyką.
Wyróżnia się m.in. powszechną historię państwa i prawa, historię państwa i prawa danego obszaru (np. historia państwa i prawa polskiego, historia prawa niemieckiego), naukę prawa rzymskiego, historię prawa kanonicznego, doktryn politycznych i prawnych, historię poszczególnych gałęzi prawa (prawa karnego, prywatnego itd.). Istnieją co najmniej dwie metody uprawiania historii prawa: porównawcza i „naukowa”. Pierwsza zestawia instytucje różnych systemów prawnych, druga zaś formułuje wnioski na temat rozwoju prawa w ogóle.

## Rozwój prawa od czasów najdawniejszych do współczesności

### Starożytny Bliski Wschód

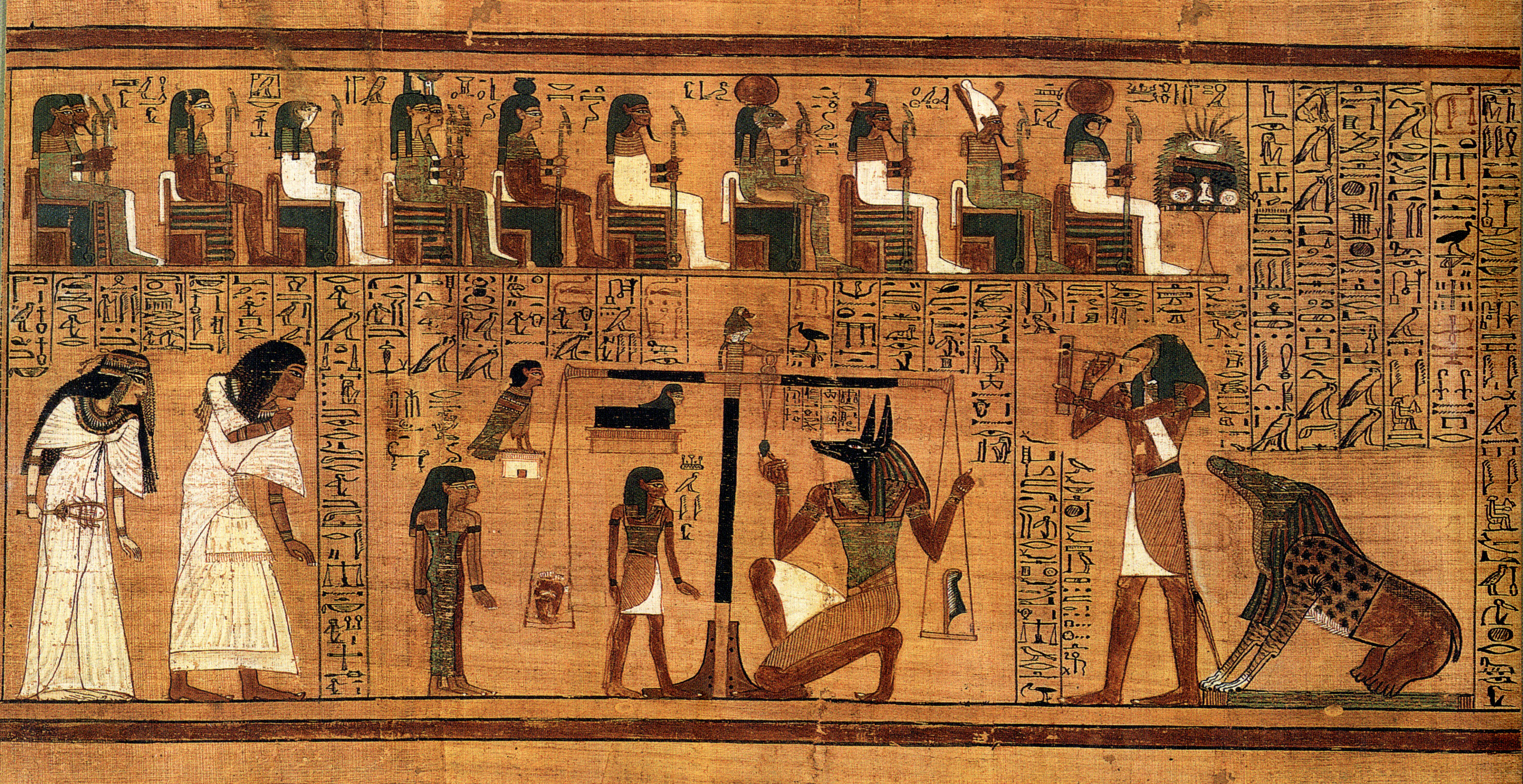
42 zaprzeczenia bogini Maat, tzw. spowiedź negatywna

Wszystkie systemy prawne starożytnego Bliskiego Wschodu, systemy archaiczne, wiązały normy prawne z religijnymi (prawo nadawała istota boska). Nie znały norm ogólnych, lecz regulowały kazuistyczne sytuacje. Prawo nakazywało np. krwawą zemstę i talion.
Znane współcześnie źródła dają niewiele wiedzy o prawie starożytnego Egiptu. Są to odszyfrowane hieroglify z przepisami karnymi z okresu Nowego Państwa oraz papirusy z okresu ptolemejskiego, kiedy na prawo egipskie wpływała kultura starożytnej Grecji i Rzymu. Co do prawa mezopotamskich form państwowych, znane są zbiory praw (kodeksy), m.in. Urukaginy i Lagaszu (ten drugi z 2400 p.n.e.). Najsłynniejszy jest XVII-wieczny babiloński kodeks Hammurabiego. Prawo starożytnego Izraela było zawarte w Torze, którą uzupełniała ustna tradycja talmudyczna. Wpłynęło ono na kształtowanie się prawa kanonicznego i szariat.

### Europa

#### Grecja i Rzym

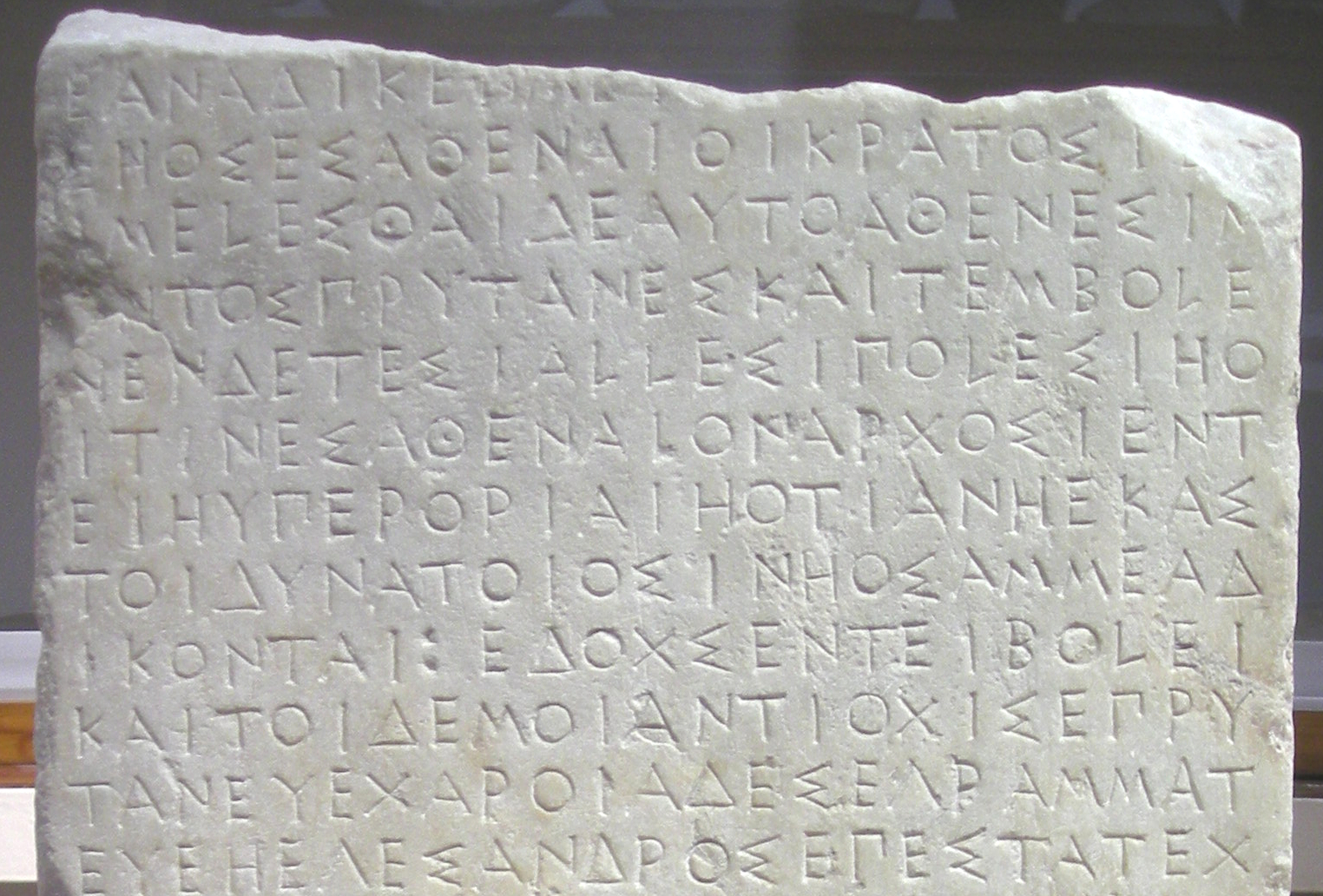
Ateńska inskrypcja z frazą „Rada i Obywatele zdecydowali” sprzed 403 p.n.e.

Starożytni Grecy ukuli podstawowe (dla cywilizacji zachodniej) pojęcia dotyczące państwa i polityki, ustalili pojęcia sprawiedliwości, słuszności i rządów prawa, wykształcili retorykę i gramatykę. Jednak w zakresie prawa prywatnego nie mieli trwałych osiągnięć. Prawo greckie wpłynęło na systematykę prawa rzymskiego, a znacznie później, po wykształceniu się prawa rzymsko-bizantyńskiego, pojawiły się takie instytucje jak emfiteuza, hipoteka, antychreza.
Starożytni Rzymianie wykształcili podstawowe (dla cywilizacji zachodniej) pojęcia z zakresu prawa prywatnego. Systemy prawne państw europejskich przejęły z prawa rzymskiego ochronę jednostki, swobodę umów, ochronę prawa własności. Rzymscy prawnicy ukształtowali etyczną stronę prawa. Prawo cesarstwa zachodniorzymskiego, skodyfikowane w Corpus Iuris Civilis z VI w., wpłynęło na systemy prawne zachodniej Europy, w tym najsilniej Niemiec i krajów romańskich, a prawo rzymsko-bizantyńskie, zebrane w XIV w. w Hexabiblos – na systemy prawne Bałkanów i Rosji.

#### Średniowiecze i wczesna nowożytność

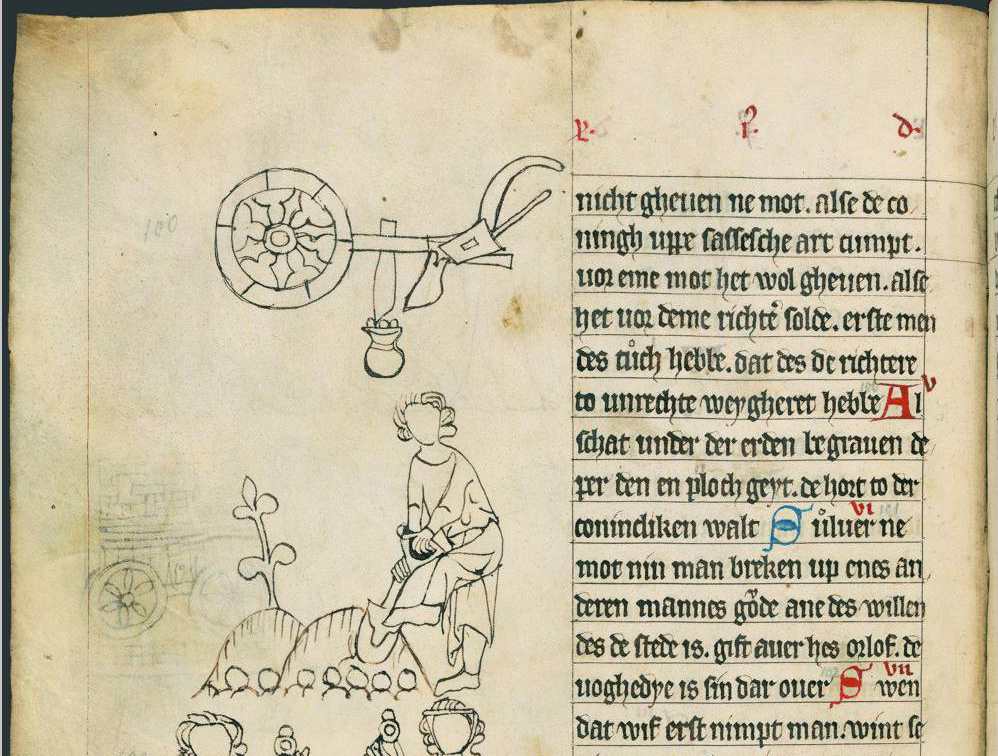
Strona z oldenburskiego Zwierciadła saskiego

Do początku pełnego średniowiecza dominowało prawo zwyczajowe z zasadą osobowości prawa, która ewoluowała w stronę zasady terytorialności, jednak na małych obszarach rozbitych dzielnic. Z tego okresu wywodzi się anglosaskie common law. Około XI–XII w. na uniwersytetach zaczęto badać prawo rzymskie. W XIII w. odrodziła się arystotelesowska koncepcja państwa i prawodawstwa. Spisywano wtedy „zwody”, „zwierciadła”, „kodeksy”, zawierające normy prawa zwyczajowego. W późnym średniowieczu zwiększyła się liczba podmiotów prawodawczych i udział stanowienia prawa (w tym stanowego i korporacyjnego). Następnie pojawiły się normy obowiązujące na obszarze całych państw.
Okres reformacji przyniósł postulaty systematyzacji prawa. Usystematyzowane, racjonalizowane prawo publiczne, ustrojowe, procesowe i karne rozwinęło się w dobie absolutyzmu. W państwach, w których nie było absolutyzmu, utrzymała się rola prawa zwyczajowego.

#### Późna nowożytność i czasy najnowsze

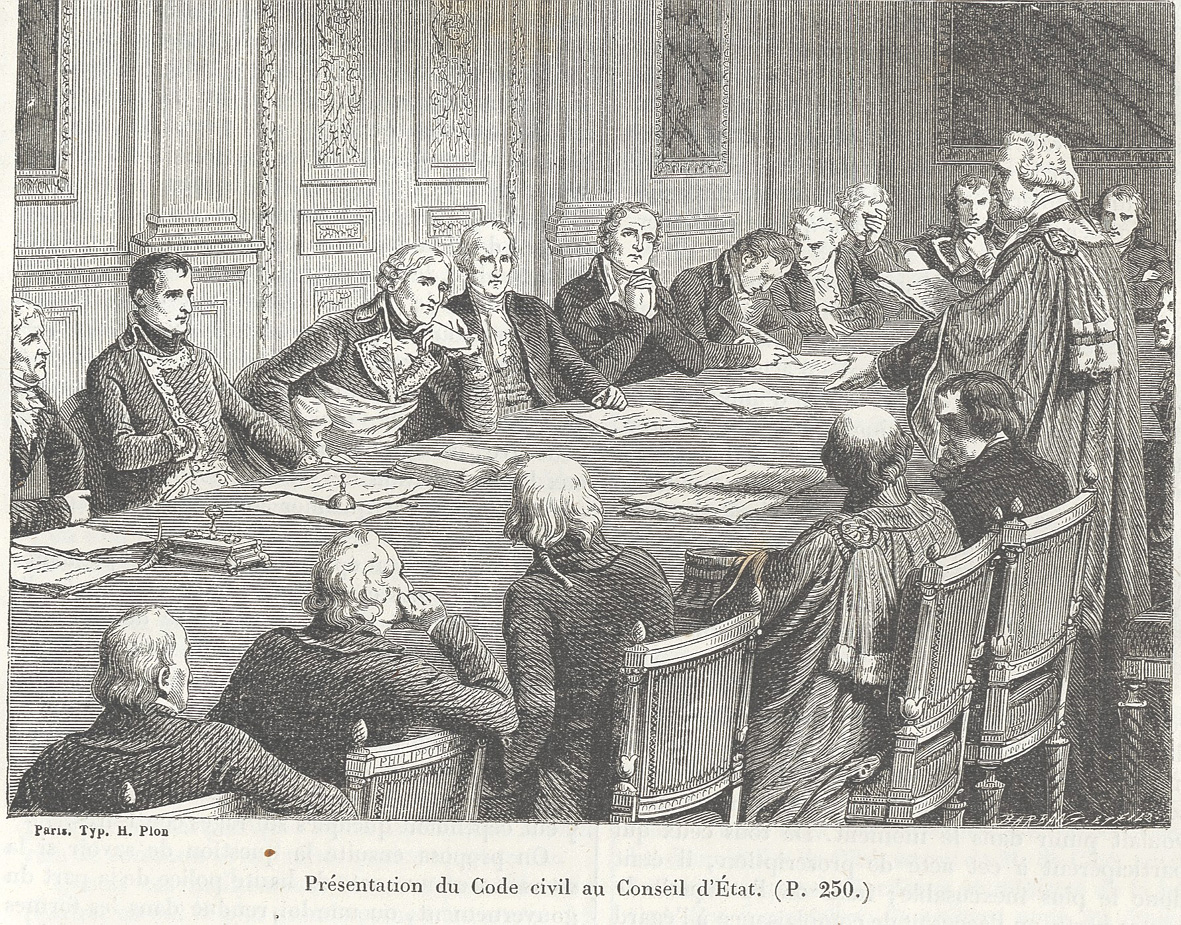
Prezentacja Kodeksu Napoleona na posiedzeniu Rady Stanu, 1865

W Oświeceniu pojawiły się m.in. postulaty uniwersalizacji prawa, wyłączności prawa skodyfikowanego, pewności i zupełności prawa. Na kontynencie europejskim przeprowadzono systematyzację i kodyfikację prawa, opartą na koncepcji prawa natury, oderwaną (przynajmniej w zamierzeniach) od tradycji prawa zwyczajowego.
W okresie dominacji liberalizmu gospodarczego prawo prywatne eksponowało nieograniczone prawo własności i swobody umów. Następnie na sile przybrały postulaty solidaryzmu, interwencjonizmu. Pojawiły się takie gałęzie prawa jak prawo pracy, prawo gospodarcze. W nauce prawa karnego zapanowała szkoła humanitarna, która postulowała pewność prawa, równość wobec prawa karnego, indywdidualizację odpowiedzialności karnej zabezpieczenie praw podejrzanego, zmianę roli kary. W XIX w. wykształciło się także prawo administracyjne i prawo międzynarodowe oraz szereg innych gałęzi.

### Islam

Stosowanie szariatu według państw świata

Na początku VII w. na Półwyspie Arabskim wykształcił się islam, system religijny zawierający także normy prawne (szariat). Ich podstawowymi źródłami są: Koran (objawiona nauka Mahometa) oraz sunna (relacje o wypowiedziach Mahometa). Około VIII zaczęto uzupełniać te normy w drodze analogii (kijas) oraz określania ogólnej zgody wiernych lub uczonych (idżma). Wtedy pojawiły się też szkoły prawnicze (mazhab), które do X w. rozwinęły muzułmańską jurysprudencję (fikh) i wyodrębniły system prawa od teologii. Z tego okresu pochodzi np. hawala, system nieformalnej wymiany dóbr, która później wpłynęła na francuski awal.
W okresie X – XIX w. rozwój systemu prawa muzułmańskiego był zakazany. W XIX w. zaczęto proponować unowocześnienie prawa islamu i wykorzystanie europejskich kodyfikacji.

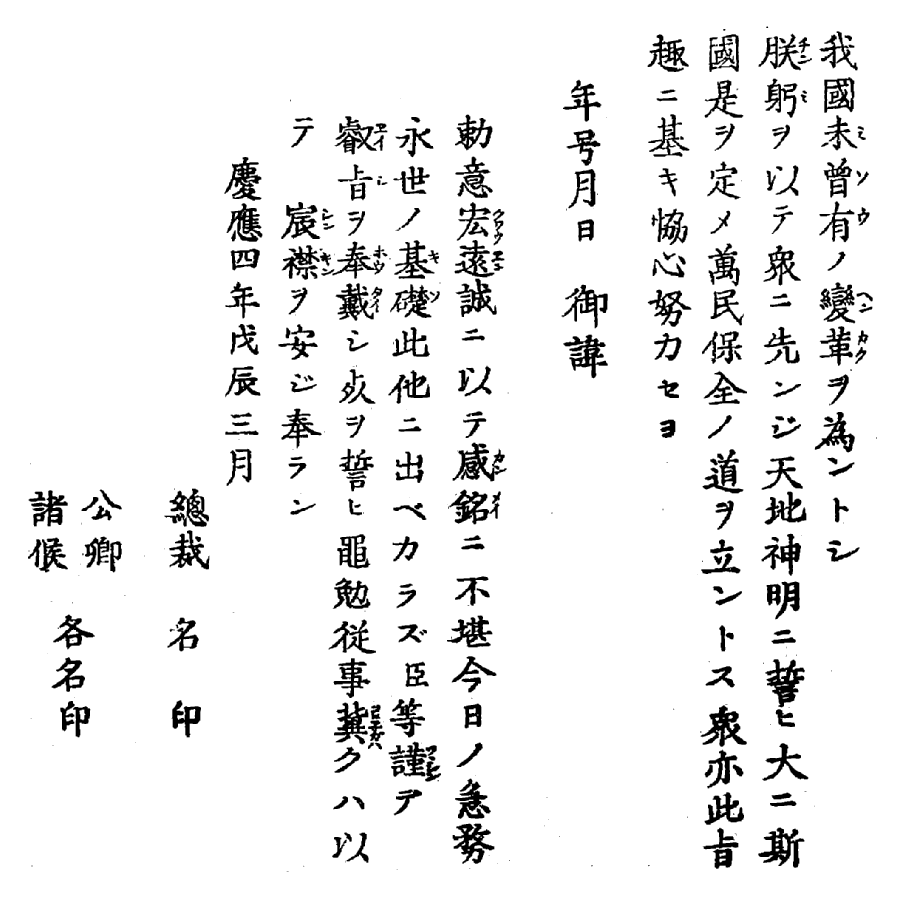
Cesarska przysięgą w pięciu artykułach, akt prawny Mutsuhito z 1868 r.